# Авланж
Авланж (фр. Avelanges) насеље је и општина у источном делу централне Француске у региону Бургундија-Франш-Конте, у департману Златна обала која припада префектури Дижон.
По подацима из 2011. године у општини је живело 39 становника, а густина насељености је износила 6,41 становника/km². Општина се простире на површини од 6,08 km². Налази се на средњој надморској висини од 370 метара (максималној 467 m, а минималној 348 m).

## Демографија
| 1962. | 1968. | 1975. | 1982. | 1990. | 1999. | 2011. |
| ----- | ----- | ----- | ----- | ----- | ----- | ----- |
| 35    | 41    | 43    | 42    | 41    | 46    | 39    |

График промене броја становника у току последњих година